# Rose (Nowy Jork)
Rose – miasto w Stanach Zjednoczonych, w stanie Nowy Jork, w hrabstwie Wayne.